# Hviderusland ved vinter-PL 2018
Hviderusland deltog ved vinter-PL 2018 i Pyeongchang, Sydkorea i perioden 9.-18. marts 2018.

## Medaljer
| 2018 Pyeongchang | Guld | Sølv | Bronze | Total |
| Hviderusland     | 4    | 4    | 4      | 12    |